# 1881
1881. је била проста година.

## Догађаји

### Фебруар
- 27. фебруар — Бури су победили Британце у бици код Мајуба Хила у јужној Африци.

### Март
- 4. март — Џејмс А. Гарфилд је инаугурисан за 20. председника САД.
- 13. март — У атентату у Санкт Петербургу који су извршили чланови тајног терористичког удружења „Народна воља“, убијен је руски цар Александар II.
- 26. март — Румунија постала краљевина, Карол I из немачке династије Хоенцолерн-Сигмаринген проглашен за краља.

### Април
- 15. април — Велика Британија у Преторији закључила мировни уговор са Бурима и признала независност јужноафричке републике Трансвал.

### Мај
- 12. мај — Под претњом инвазије, туниски бег Мухамед III је потписао споразум у Барду, чиме је Тунис постао француски протекторат.

### Јун
- 21. јун — Кнез Милан Обреновић обележио је сребрним будаком почетак градње пруге Београд-Ниш, прве железничке пруге у Србији.
- 28. јун — Потписана Тајна конвенција између Кнежевине Србије и Аустроугарске монархије, чиме је Србија је постала зависна од Аустроугарске, али је од ње добила међународно признање да постане краљевина.

### Јул
- 2. јул — У Вашингтону је извршен атентат на председника САД, Џејмса Ејбрама Гарфилда.
- 3. јул — Под притиском Велике Британије, Турска је потписала конвенцију с Грчком којом су Грци добили Тесалију и делове Епира.

### Август
- 3. август — Британске трупе окупирале су град Суец, што је Уједињеном Краљевству омогућило да 1883. постане власник читаве зоне Суецког канала.

### Септембар
- 19. септембар — Честер А. Артур је инаугурисан за 21. председника САД, након смрти Џејмса Гарфилда.

### Октобар
- 26. октобар — Представници закона предвођени Вајатом Ерпом су поразили банду Ајка Клентона у обрачуну код О. К. корала у Тумстоуну.

## Рођења

### Јануар
- 4. јануар — Николај Велимировић, владика и српски светитељ. († 1956)

### Март
- 12. март — Мустафа Кемал Ататурк, турски политичар (†1938).
- 25. март — Бела Барток, мађарски композитор и пијаниста. (†1945)

### Април
- 12. април — Рудолф Рамек, аустријски политичар. (†1941)

### Мај
- 13. мај — Димитрије Туцовић, српски политичар
- 30. мај — Георг фон Кихлер, немачки фелдмаршал

### Јун
- 29. јун — Луј Труселије, француски бициклиста. (†1939).

### Август
- 6. август — Александер Флеминг, шкотски барктериолог. (†1955).
- 6. август — Евалд фон Клајст, немачки фелдмаршал

### Октобар
- 4. октобар — Валтер фон Браухич, немачки фелдмаршал
- 25. октобар — Пабло Пикасо, шпански сликар. (†1973).

### Новембар
- 22. новембар — Енвер-паша, турски политичар

## Смрти

### Фебруар
- 9. фебруар — Фјодор М. Достојевски, руски књижевник (*1821).

### Март
- 13. март — Александар II Романов, руски цар

### Април
- 19. април — Бенџамин Дизраели, британски политичар

### Јул
- 1. јул — Рудолф Херман Лоце, немачки филозоф. (*1817).
- 14. јул — Били Кид, амерички разбојник

### Септембар
- 19. септембар — Џејмс А. Гарфилд, 20. председник САД (*1831).